# Любомирівка (Березнегуватська селищна громада)
Любоми́рівка (в минулому — Любомирка, Ксаверіївка) — село в Україні, у Березнегуватській селищній громаді Баштанського району Миколаївської області. Населення становить 526 осіб.

## Історія
Станом на 1886 рік у селі Любомирка, центрі Любомирської волості Херсонського повіту Херсонської губернії, мешкало 462 особи, налічувалось 96 дворових господарств, існували православна церква, школа та 2 лавки. За 8 верст — трактир.

## Населення

### Мова
Розподіл населення за рідною мовою за даними перепису 2001 року:
| Мова            | Відсоток |
| --------------- | -------- |
| українська      | 93,73%   |
| румунська       | 2,28%    |
| російська       | 2,28%    |
| білоруська      | 0,57%    |
| інші/не вказали | 1,14%    |